# Yaxchilán
Yaxchilan (Menché, Miasto Lorillarda) – miasto Majów położone koło rzeki Usumacinta w obecnym meksykańskim stanie Chiapas.
W starożytności miasto mogło też nosić nazwę: Izancanac. W języku Majów Yaxchilan oznacza „Zielone Kamienie”. Yaxchilan było ważnym ośrodkiem kulturalnym i dominowało m.in. nad Bonampakiem. Tworzyło przymierze razem z Piedras Negras (w obecnej Gwatemali) oraz z Tikál. Konkurującym z nim ośrodkiem miejskim było Palenque, z którym Yaxchilan stoczyło w 654 r. wojnę. Miasto osiągnęło największą potęgę w VIII wieku n.e.
Yaxchilan jest znane z dużej ilości świetnie zachowanych rzeźb. Pierwsze wzmianki o obecności zabytków archeologicznych w tym miejscu pochodzą z 1833 r. (wspominał o nich Juan Gallindo). W 1881 r. miejsce to odwiedził prof. Edwin Rockstoh. W 1882 r. przybyli tu niezależnie od siebie  Alfred Maudslay i Désiré Charnay, którzy wykonali dokładne rysunki miejsca oraz jego fotografie. Teoberto Maler odwiedził Yaxchilan wielokrotnie w okresie od 1897 do 1900 i opublikował dwutomową pracę w 1903 r. opisująca to miejsce. W 1931 r. prace badawcze prowadził tu Sylvanus Morley z Carnegie Institution, który sporządził mapę oraz dokonał kilku znalezisk. Następne prace archeologiczne były tu prowadzone w latach 1972-73 oraz w 1983 roku a także w latach dziewięćdziesiątych.
Miejsce to było przez długi czas niedostępne dla turystów ze względu na brak dobrych dróg, zmieniło się to na początku lat dziewięćdziesiątych, kiedy rząd meksykański wybudował w tym rejonie autostradę (do samych ruin można dotrzeć po godzinnej podróży łodzią).

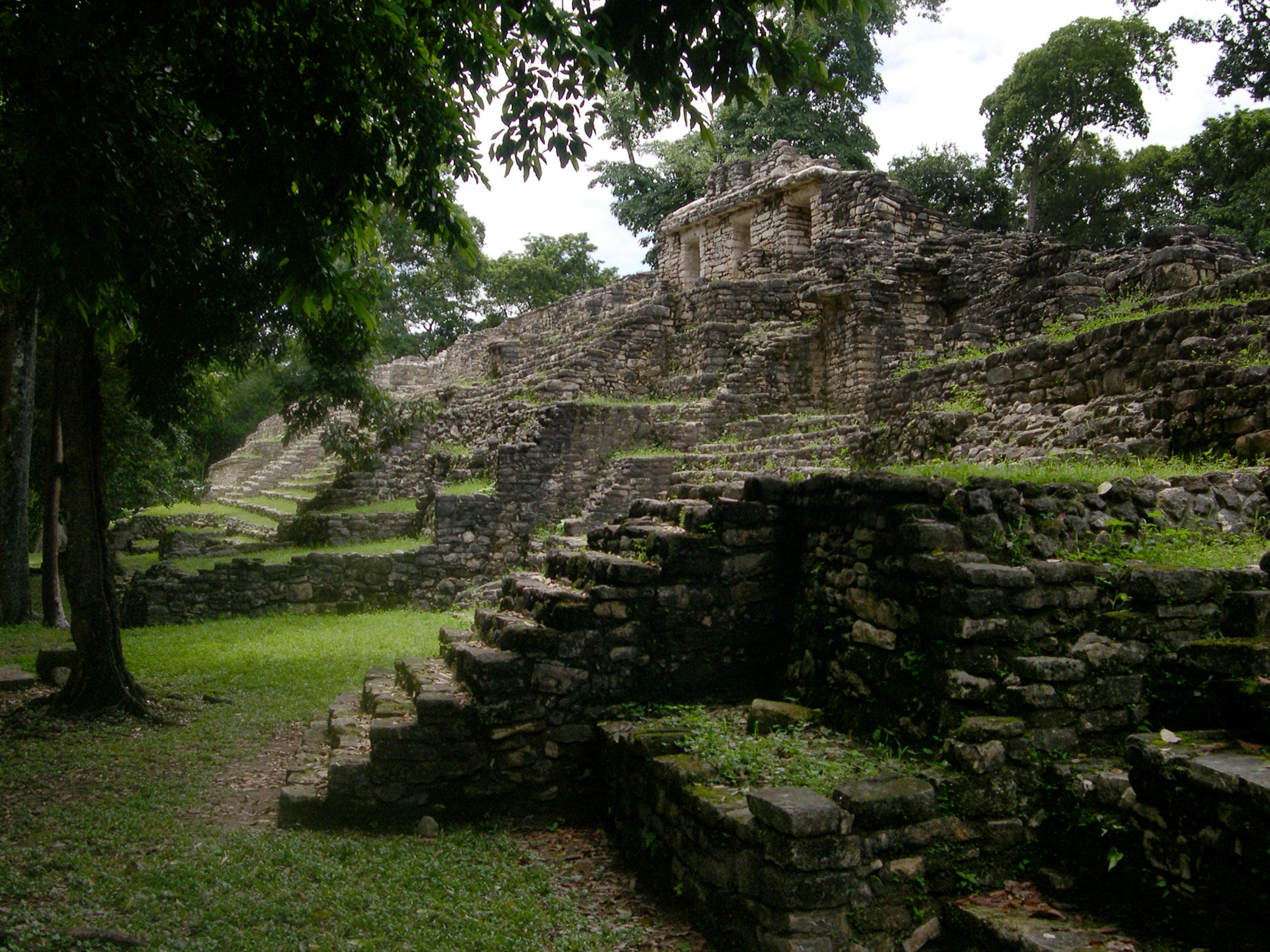
Jedna z piramid mieszczących się na górnym tarasie w Yaxchilan.
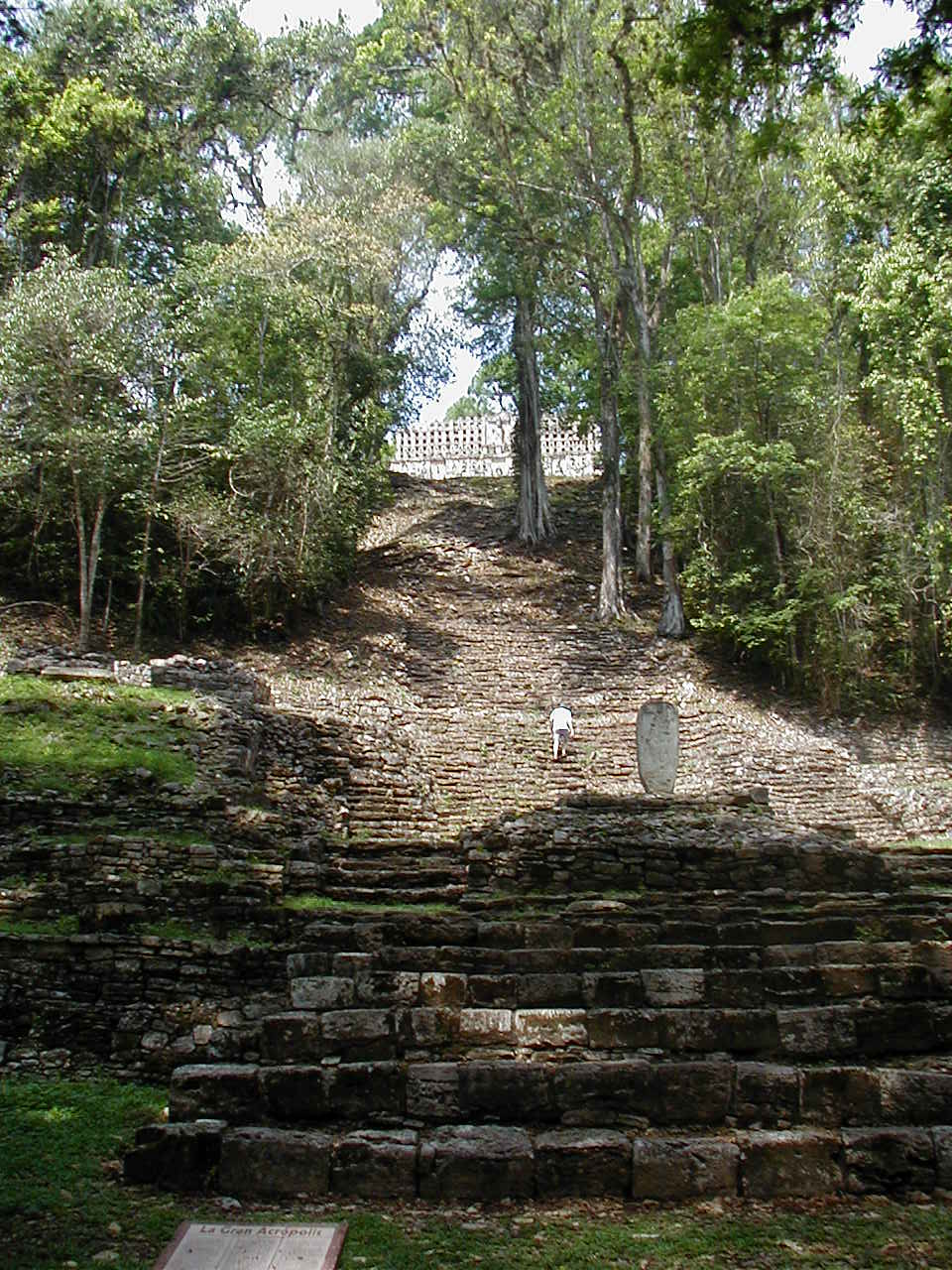
Bonampak od strony wejścia do strefy. Jest to bardzo mały obiekt z zaledwie kilkoma świątyniami.
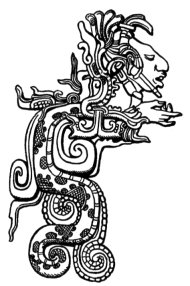
Wizerunek kamiennego węża wyrytego w Yaxchilan.
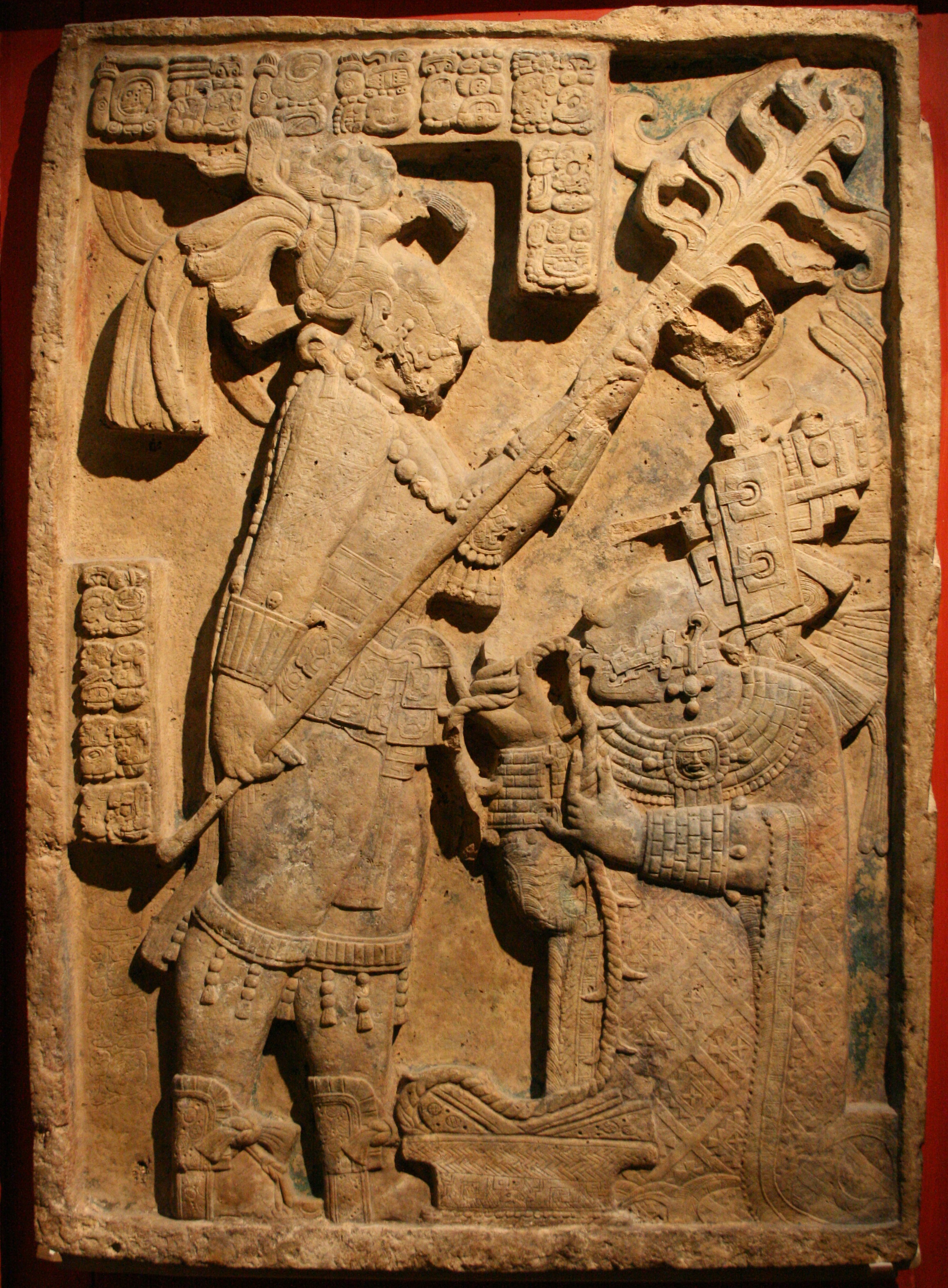
Kamienny ryt przedstawiający obrzęd upuszczania krwi.
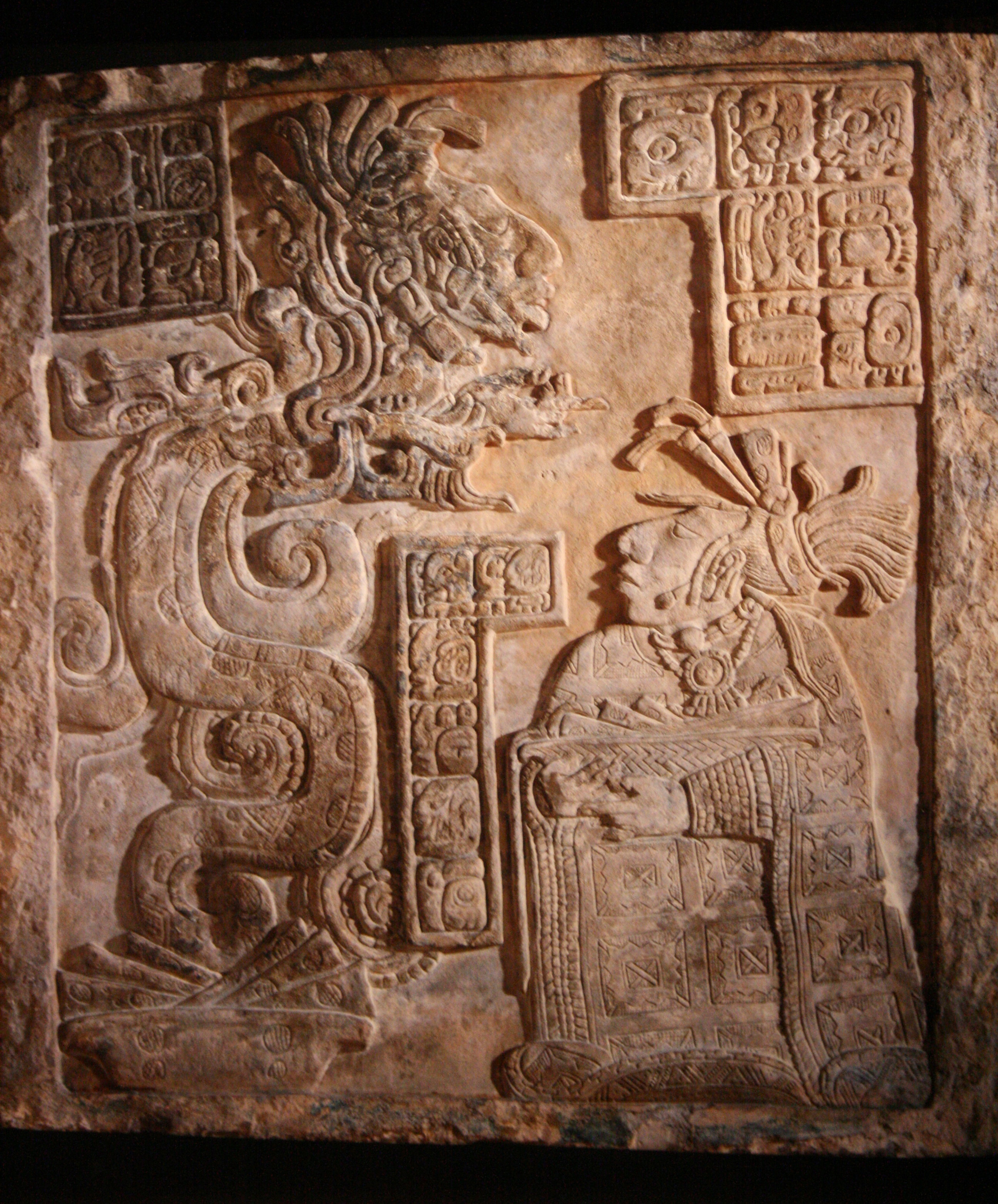
Wizerunek jednej z żon króla Yaxun Balama IV i jej wizji węża.
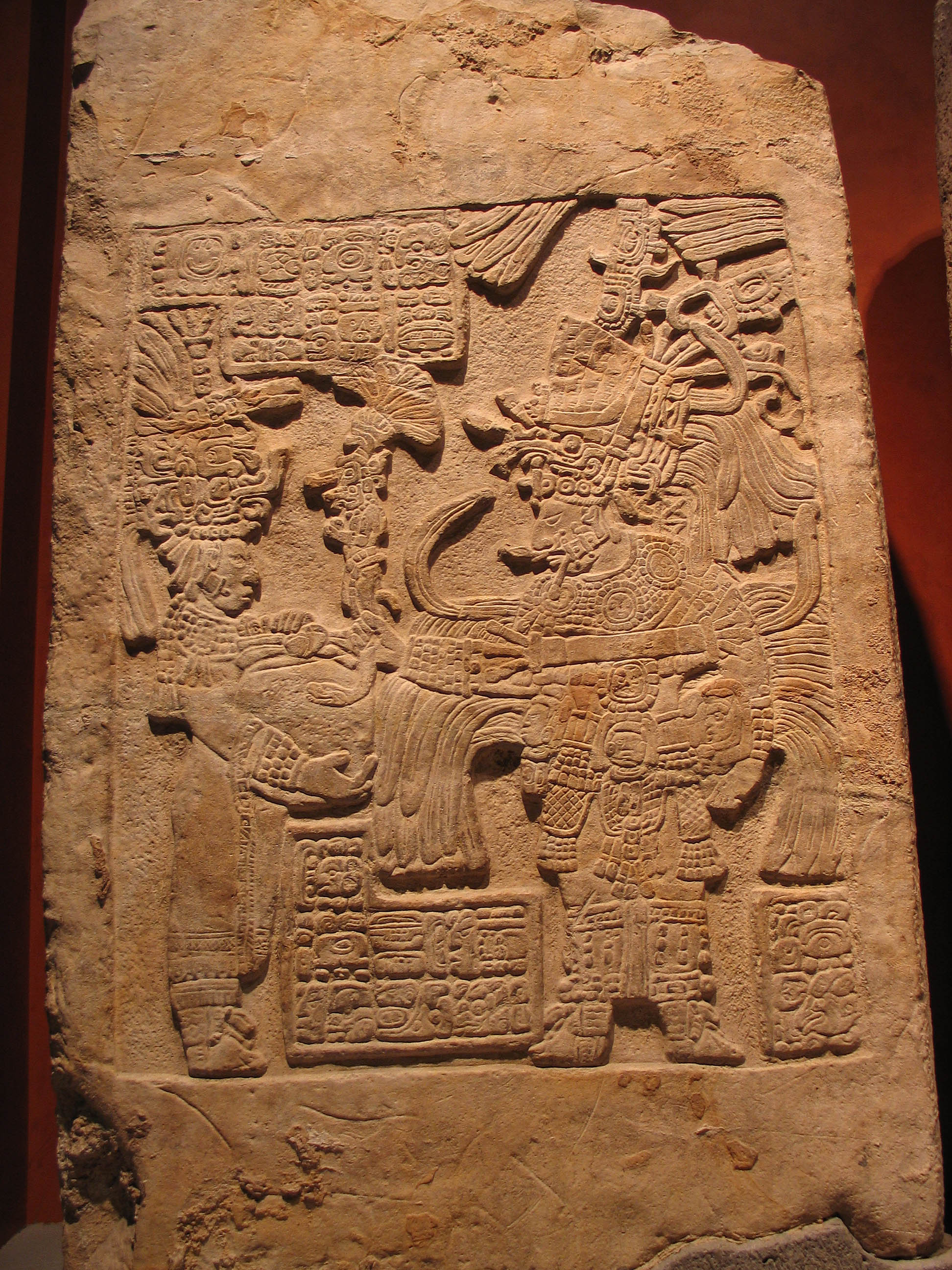